# Дипломатически мисии на Молдова
Това е списък на посолствата и консулствата на Молдова по целия свят.

## Европа
- Австрия
  - Виена (посолство)
- Азербайджан
  - Баку (посолство)
- Беларус
  - Минск (посолство)
- Белгия
  - Брюксел (посолство)
- България
  - София (посолство)
- Великобритания
  - Лондон (посолство)
- Германия
  - Берлин (посолство)
  - Франкфурт (консулство)
- Гърция
  - Атина (посолство)
- Италия
  - Рим (посолство)
  - Болоня (консулство)
- Латвия
  - Рига (посолство)
- Полша
  - Варшава (посолство)
- Португалия
  - Лисабон (посолство)
- Румъния
  - Букурещ (посолство)
- Русия
  - Москва (посолство)
- Украйна
  - Киев (посолство)
  - Одеса (генерално консулство)
- Унгария
  - Будапеща (посолство)
- Франция
  - Париж (посолство)
- Швеция
  - Стокхолм (посолство)

## Северна Америка
- САЩ
  - Вашингтон (посолство)

## Азия
- Израел
  - Тел Авив (посолство)
- Китай
  - Пекин (посолство)
- Турция
  - Анкара (посолство)
- Узбекистан
  - Ташкент (посолство)

## Междудържавни организации
- - Брюксел - ЕС
  - Виена - ОССЕ
  - Женева - ООН
  - Ню Йорк - ООН
  - Страсбург - Съвет на Европа